# Joscelí II
Joscelí II de Courtenay (? - 1159) fou el darrer comte d'Edessa, de 1131 a 1149 (Joscelí II d'Edesa),

## Família
fill de Joscelí I de Courtenay i de Beatriu d'Armènia. Es casà amb Beatriu de Saona amb qui va tenir a:
- Joscelí III († 1200), comte titular d'Edessa, senyor de Joscelin (senyoria a l'entorn de Sant Joan d'Acre).
- Agnès de Courtenay, casada amb Amauri o Amalric I, rei de Jerusalem
- Isabel de Courtenay, casada el 1159 amb Toros II, príncep de la Petita Armènia

## Biografia
El 13 de setembre del 1122 Joscelí de Courtenay (Joscelí I d'Edessa) i Galerà del Puiset, senyor de Bira foren capturats per l'ortúquida Nur al-Dawla Balak i empresonats a Kharpert, i en el captiveri se'ls va unir Balduí II de Jerusalem que havia intentat alliberar-los el 18 d'abril del 1123. Mig centenar d'armenis van aconseguir apoderar-se de la ciutadella per un ardit i els presoners van poder fugir, però encara que Joscelí aconseguí escapar i arribar fins a Edessa, Balduí i Galerà foren capturats de nou. Mort poc després Balak a mans del seu successor Timurtash Ibn Ghazi, aquest va acceptar alliberar Balduí contra rescat. Per garantir el pagament del rescat, foren intercanviats Yvette de Jerusalem, de cinc anys, per Joscelí, el fill del comte, d'uns 12 anys, i per altres deu joves nobles francs, que foren retinguts a Xaizar. Alep tornà llavors a Ak Sunkur al-Bursuki, atabeg de Mossul, que va fer una inspecció als emirats sirians i s'encarregà dels ostatges el 15 de març del 1125. Però fou derrotat pels francs el juny del 1125 a Azaz, i el botí permeté a aquests últims acabar el pagament del rescat.
El 1131, Joscelí I va assetjar una fortalesa entre Alep i Mabbug. Mentre inspeccionava una mina que feia cavar sota una muralla, aquesta es va desplomar al seu damunt i el va enterrar. Fou extret de la runa, però estava greument ferit. Poc després, un emir va posar setge davant Kaisun. Joscelí va encarregar al seu fill la direcció de l'exèrcit per fer aixecar el setge d'aquesta plaça, però aquest noi es va aturar, al·legant una inferioritat numèrica. Joscelí pare va decidir llavors manar personalment el seu exèrcit des d'una llitera per socórrer Kaisun, fet que va incitar l'emir a aixecar el setge, cosa que mostra fins a quin punt Joscelí era temut pels seus enemics. Però el vell comte va morir durant l'operació militar i el seu fill el va succeir com a comte d'Edessa.
En una època en què l'amenaça de Zengi era una realitat, Joscelí II començà a donar suport a les intriques d'Alícia, vídua de Bohemon II d'Antioquia que intentava desposseir la seva filla Constança d'Antioquia per prendre el poder, i Folc V d'Anjou (rei consort de Jerusalem des del 1131) va haver d'intervenir per barrar el pas als instigadors. Després va haver de defensar la població de Turbessel atacada per Sawar, governador d'Alep designat per Zengi, i experimentà nombroses pèrdues. Ramon de Poitiers es va casar amb Constança d'Antioquia, però Joscelí el detestava. També, quan Ramon va expulsar Raül de Domfront, patriarca d'Antioquia, Joscelí va acollir aquest darrer. Després, durant un litigi per la frontera entre Ramon i Lleó I d'Armènia Menor, va prendre partit pel príncep armeni, però va acabar dirigint una reconciliació entre els dos senyors.
El 1137, l'emperador Joan II Comnè va anar amb el seu exèrcit per reafirmar els seus drets sobre Antioquia. Rebé el vassallatge de Ramon de Poitiers i, per un acord amb els francs, es va planejar una operació conjunta de conquesta d'Alep. Antioquia tornaria llavors a ser romana d'Orient, i Ramon de Poitiers seria príncep d'Alep. Les operacions s'iniciaren al començament del 1138, i Ramon de Poitiers i Joscelí II d'Edessa acompanyaren l'exèrcit imperial. Bizâ'a fou conquerida el 7 d'abril del 1138 i donada al comte d'Edessa. Però aquest setge els va fer perdre l'efecte sorpresa, i l'exèrcit va fracassar en el setge de Xaizar. Ramon de Poitiers i Joscelí II no foren molt cooperatius amb els romans, ja que la presa d'Alep significà per a Ramon la pèrdua d'Antioquia, i l'operació de conquesta fou abandonada. L'exèrcit franco-romà es va replegar cap a Antioquia, on Joan Comnè exigí l'entrega de la ciutadella, però Joscelí va provocar aldarulls que obligaren els romans a sortir de la ciutat.

Final del Comtat d'Edessa, del 1131 al 1150

El 1142, Joan II Comnè provà de nou l'annexió d'Antioquia i, per tal de neutralitzar Joscelí, exigí d'aquest que li enviés la seva filla Isabel com a ostatge. Però no va poder prendre la ciutat, ja que els nobles organitzaren aixecaments, puix que no volien una ocupació romana. La mort de Joan Comnè el 8 d'abril del 1143 posà fi a les pretensions romanes sobre Antioquia.
Després de la mort de l'emperador, Ramon de Poitiers va assolar les possessions romanes a Cilícia i engendrà així una reacció d'hostilitat de part dels romans contra els francs. A més, la rivalitat entre Ramon de Poitiers i Joscelí II havia esdevingut ruptura oberta. Aquest últim es quedà generalment a Antioquia i es descuidà de dotar Edessa d'una guarnició suficient. Zengi, atabeg de Mossul i d'Alep, va organitzar una expedició al Diyar Bakr oficialment contra els ortúquides, però en realitat per allunyar a Joscelí d'Edessa; llavors va enviar a aquesta ciutat un exèrcit que va començar el setge el 28 de novembre del 1144. Mal proveïda i insuficientment defensada, malgrat la resistència dels sirians i dels armenis, la ciutat es va haver de rendir el 23 de desembre del 1144, i Zengi es va apoderar de la regió situada a l'est de l'Èufrates.
Zengi fou assassinat el 14 de setembre del 1146, i els armenis d'Edessa aprofitaren per revoltar-se. Joscelí II tornà llavors a la seva capital el 21 d'octubre del 1146, però el fill de Zengi, Nur-ad-Din Mahmud, previngut, va decidir recuperar la ciutat. Joscelí II i els seus companys van haver de fugir de la ciutat. Nur al-Din hi va entrar sense massa dificultats el 3 de novembre del 1146, i va fer massacrar els habitants siríacs i armenis.
La notícia de la caiguda d'Édessa va suscitar una nova croada, però en lloc d'enfrontar-se a Nur al-Din i d'intentar recuperar Edessa, els croats van atacar Damasc i no van obtenir resultats. Després de la tornada de la croada a Europa, Ramon de Poitiers fou mort el 29 de juny del 1149 en la batalla d'Inab. A pesar d'haver perdut una bona part del seu comtat, Joscelí encara es va posar d'esquena a la població cristiana siríaca saquejant el monestir de Mar Barsauma el 18 de juny del 1148. Aprofitant l'anarquia, els ortúquides es van apoderar de Gargar i de la seva regió; el seljúcida Masud I sultà del Rum es va apoderar de Marash i va assetjar Turbessel, però es va retirar per la intervenció del rei Balduí III de Jerusalem. El 1150, Joscelí va marxar a Antioquia per conferenciar amb el patriarca de la ciutat amb l'objectiu d'una defensa comuna contra Nur al-Din, i pel camí fou capturat per una partida de turcmans i empresonat a Alep el 4 de maig del 1150. La seva dona Beatriu va intentar defensar Turbessel contra les incursions turques cada vegada més freqüents, però acabà venent les restes del comtat als romans l'agost del 1150 (amb l'acord del rei Balduí III) i es va refugiar al Regne de Jerusalem. Joscelí II morí a Alep el 1159 després de nou anys de captivitat.